# Alfred Haemerlinck

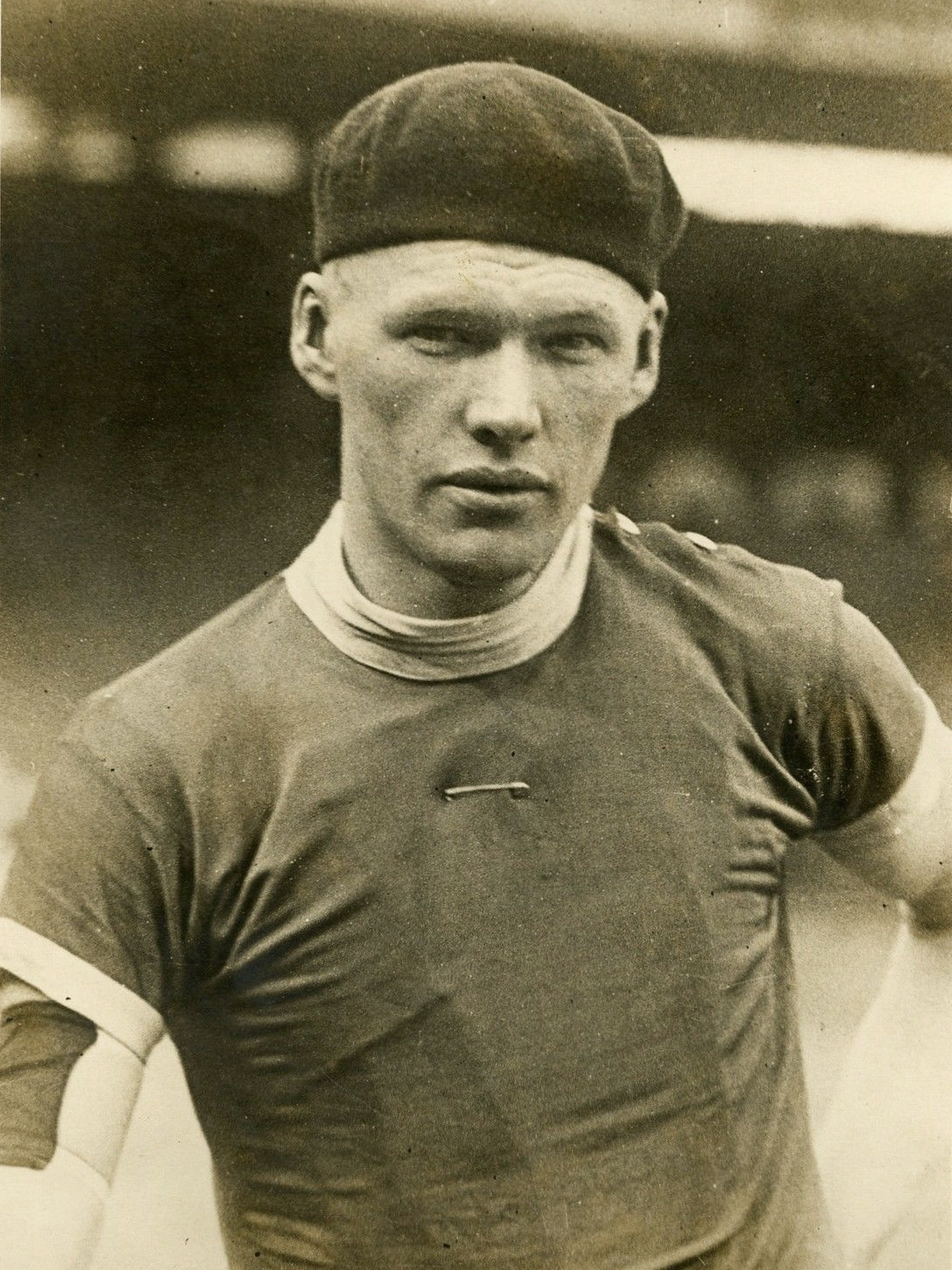
Alfred Haemerlinck 1951

Alfred Haemerlinck (* 27. September 1905 in Assenede; † 10. Juli 1993 in Gent) war ein belgischer Radrennfahrer.

## Sportliche Laufbahn
Haemerlinck war Straßenradsportler. 1927 wurde er Berufsfahrer im Radsportteam Automoto. Er blieb bis 1936 als Profi aktiv. Nachdem er bereits eine Reihe von Kriterien und Rundstreckenrennen in Belgien gewonnen hatte, gelang ihm 1929 mit dem Sieg im Grand Prix Wolber ein Erfolg in einem internationalen Etappenrennen. 1931 wurde er dort Zweiter hinter Romain Gijssels.
Bei seinen 11 Siegen in jener Saison ragte noch der im Schaal Sels Merksem heraus. 1930 gewann er das traditionsreiche Rennen Kampioenschap van Vlaanderen, 1931 den Circuit de Paris, 1932 den Omloop van de Vlaamse Gewesten, 1934 den Grote Prijs Stad Vilvoorde. Seine bedeutendsten sportlichen Erfolge waren die beiden Etappensiege in der Tour de France 1931. Auch zwei Etappen der Belgien-Rundfahrt entschied er 1931 für sich. Bei den Straßenradsport-Weltmeisterschaften 1933 wurde Vierter im Profirennen.
1936 siegte Haemerlinck im Sechstagerennen von Antwerpen mit Kamiel De Kuysscher  als Partner. 1929 wurde er Dritter der Flandern-Rundfahrt und in der nationalen Meisterschaft im Straßenrennen (ebenso 1930). Bei Paris–Tours 1931 kam er auf den 3. Platz. In der Flandern-Rundfahrt 1932 wurde er erneut  Dritter. In der Tour de France 1931 schied er aus.